# Bill Huizenga
William Patrick Huizenga, detto Bill (Zeeland, 31 gennaio 1969), è un politico statunitense, membro della Camera dei rappresentanti per lo stato del Michigan dal 2011.

## Biografia
Nato e cresciuto nel Michigan, Huizenga lavorò come piccolo imprenditore e agente immobiliare, finché entrò in politica con il Partito Repubblicano e nel 1996 venne assunto come collaboratore del deputato Pete Hoekstra.
Nel 2002 venne eletto all'interno della legislatura statale del Michigan e vi rimase fino al 2009, quando fu costretto a lasciare il seggio per via dei limiti di mandato imposti dalla legge. Nel 2010, Hoekstra annunciò la propria intenzione di lasciare la Camera dei Rappresentanti per candidarsi al Senato, così Huizenga si candidò per il seggio del suo vecchio datore di lavoro e riuscì venne eletto Senatore, per poi essere riconfermato anche nelle elezioni successive.
Coniugato con Natalie, Huizenga è padre di cinque figli.